# Йован Крнета
Йован Крнета (серб. Jovan Krneta / Јован Крнета, нар. 4 травня 1992, Белград) — сербський футболіст, захисник клубу «Зіра».

## Ігрова кар'єра
Народився 4 травня 1992 року в місті Белград. Вихованець футбольної школи клубу «Партизан». Кілька разів проходив збори з першою командою, але так і не зіграв за цей клуб жодного офіційного матчу, виступаючи виключно на правах оенди в нижчоліговому клубі «Телеоптик».
У січні 2011 року Крнета підписав контракт з «вічним» суперником «Партизана» — «Црвеною Звездою». Протягом першого року в новому клубі футболіст набирався досвіду, граючи на правах оренди в клубі «Сопот», який був фарм-клубом «армійців».
У січні 2012 року головний тренер «Црвени Звезди» Роберт Просинечки повернув Крнету в свою команду, і вже 14 березня у грі проти «Смедерево» він дебютував у сербській Суперлізі. З «Црвеною Зіркою» Крнета став володарем Кубку Сербії у 2012 році та чемпіоном Сербії у 2014 році, проте основним гравцем команди так і не став.
13 серпня 2014 року Крнета уклав контракт з командою «Раднички 1923» (Крагуєваць), за яку грав до кінця 2014 року.
В лютому 2015 року перейшов в одеський «Чорноморець». В Прем'єр-лізі дебютував 27 лютого в грі з «Іллічівцем» (0:0), відігравши усі 90 хвилин. У червні 2015 року залишив одеський клуб у зв'язку з закінченням дії контракту.
До складу азербайджанського клубу «Зіра» приєднався в липні 2015 року. Відтоді встиг відіграти за команду із однойменного міста 8 матчів в національному чемпіонаті.
2019 року одружився з азербайджанською волейболісткою Єлизаветою Самадовою